# Jean-Pierre Beltoise
Jean-Pierre Maurice Georges Beltoise, detto Bébel (Boulogne-Billancourt, 26 aprile 1937 – Dakar, 5 gennaio 2015), è stato un pilota motociclistico e pilota automobilistico francese, vincitore del Gran Premio di Monaco nel 1972.

## La carriera
Beltoise vinse 11 titoli nazionali di motociclismo in 3 anni. Ha corso nei campionati mondiali dal 1962 al 1964 nelle classi 50, 125 e 250. Il suo miglior risultato è un 6º posto in campionato nella 50 cm³ del 1964 e nello stesso anno raggiunse anche il suo miglior risultato in un Gran Premio con un terzo posto nel Gp di Francia, sempre nella 50 cm³. La sua carriera nel mondo delle due ruote si dovette interrompere a metà del 1964 a causa di un incidente occorsogli alla guida di una Formula 2 che gli procurò gravi lesioni al braccio sinistro.
Nella carriera motociclistica corse con le moto Kreidler, Bultaco, Itom e Moto Morini.

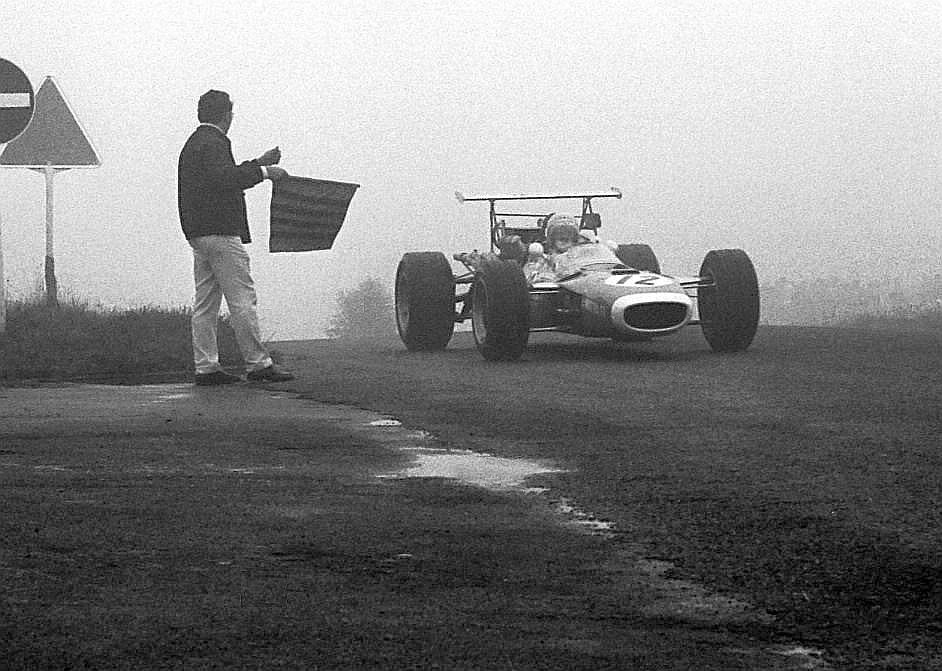
Beltoise su Matra nel 1968.

Prima di raggiungere la Formula 1, militò con successo nella Formula 2, vincendo il Campionato europeo di Formula 2 1968. Nella formula maggiore fu pilota ufficiale di Matra (dal 1966 al 1971) e BRM (dal 1972 al 1974), salendo in otto occasioni sul podio (oltre alla vittoria a Montecarlo, ottenne tre secondi posti e quattro terzi posti). Il miglior risultato finale in stagione fu il quinto posto nel 1969.
Ritiratosi dalla Formula 1 nel 1974, ha avuto contatti con Ligier per essere pilota titolare per il Campionato mondiale di Formula 1 1976 e fece prove guidando la Ligier JS5 ma non è stato preso dalla scuderia,che prese invece Jacques Laffite.Poi ha continuato a correre nel Campionato francese per vetture di serie fino alla metà degli anni '80, per poi abbandonare definitivamente l'attività agonistica e fondare nel 1987 la sua scuola/metodo di guida chiamata "Conduire Juste".
Era sposato in seconde nozze con Jacqueline, sorella di un altro grande pilota francese di Formula 1, François Cevert.
Oltre che con le monoposto gareggiò con buoni risultati nelle gare del Campionato mondiale sport-prototipi e nella 24 Ore di Le Mans. Tra le sue vittorie quelle ottenute nella 1000 km del Nürburgring, nella 1000 km di Brands Hatch, nella 1000 km di Buenos Aires e nella 6 Ore di Watkins Glen.
Fu protagonista e causa il 10 gennaio 1971, della morte del pilota italiano Ignazio Giunti nella 1000 km d'Argentina. L'incidente avvenne mentre, rimasto senza benzina, spingeva la vettura verso i box; ad un certo punto si trovò in mezzo alla pista e vide sopraggiungere le vetture di Parkes (doppiato) e Giunti (primo con ampio margine). Parkes evitò la vettura di Beltoise mentre Giunti, in uscita dalla scia di Parkes per superarlo, la centrò in pieno trovandovi la morte; in seguito a questo gli fu revocata la licenza per un mese.
Ritiratosi dalle competizioni, Beltoise muore a Dakar il 5 gennaio 2015 all'età di 77 anni dopo aver subito due ictus. Beltoise è stato sepolto presso il cimitero di Saint-Vrain.

## Risultati nel motomondiale

### Classe 50
| 1963 | Classe | Moto     |  |  |   |  |   |   |    |    |  |    |  |  | Punti | Pos. |
| ---- | ------ | -------- |  |  | - |  | - | - | -- | -- |  | -- |  |  | ----- | ---- |
| 1963 | 50     | Kreidler |  |  | 5 |  | 9 | 6 | NE | NE |  | NE |  |  | 3     | 12º  |

| 1964 | Classe | Moto     |   |   |   |  |   |   |  |    |    |  |    |    | Punti | Pos. |
| ---- | ------ | -------- | - | - | - |  | - | - |  | -- | -- |  | -- | -- | ----- | ---- |
| 1964 | 50     | Kreidler | 5 | - | 3 |  | - | - |  | NE | NE |  | NE | AN | 6     | 6º   |

| Legenda | 1º posto        | 2º posto            | 3º posto            | A punti      | Senza punti        | Grassetto – Pole position Corsivo – Giro più veloce |
| Legenda | Gara non valida | Non qual./Non part. | Ritirato/Non class. | Squalificato | '-' Dato non disp. | Grassetto – Pole position Corsivo – Giro più veloce |

### Classe 125
| 1963 | Classe | Moto    |  |  |   |  |  |   |  |  |  |  |  |  | Punti | Pos. |
| ---- | ------ | ------- |  |  | - |  |  | - |  |  |  |  |  |  | ----- | ---- |
| 1963 | 125    | Bultaco |  |  | 7 |  |  | 6 |  |  |  |  |  |  | 1     | 20º  |

| 1964 | Classe | Moto    |   |   |   |   |   |    |  |  |  |  |  |  | Punti | Pos. |
| ---- | ------ | ------- | - | - | - | - | - | -- |  |  |  |  |  |  | ----- | ---- |
| 1964 | 125    | Bultaco | 5 | - | 5 | - | - | NE |  |  |  |  |  |  | 4     | 13º  |

| Legenda | 1º posto        | 2º posto            | 3º posto            | A punti      | Senza punti        | Grassetto – Pole position Corsivo – Giro più veloce |
| Legenda | Gara non valida | Non qual./Non part. | Ritirato/Non class. | Squalificato | '-' Dato non disp. | Grassetto – Pole position Corsivo – Giro più veloce |

### Classe 250
| 1962 | Classe | Moto        |   |   |  |   |   |   |   |   |   |    |   |  | Punti | Pos. |
| ---- | ------ | ----------- | - | - |  | - | - | - | - | - | - | -- | - |  | ----- | ---- |
| 1962 | 250    | Moto Morini | - | 5 |  | - | - | - | - | - | - | NE | - |  | 2     | 20º  |

| Legenda | 1º posto        | 2º posto            | 3º posto            | A punti      | Senza punti        | Grassetto – Pole position Corsivo – Giro più veloce |
| Legenda | Gara non valida | Non qual./Non part. | Ritirato/Non class. | Squalificato | '-' Dato non disp. | Grassetto – Pole position Corsivo – Giro più veloce |

## Risultati in Formula 1
| 1966 | Scuderia | Vettura |  |  |  |  |  |   |  |  |  |  |  |  |  |  |  | Punti | Pos. |
| ---- | -------- | ------- |  |  |  |  |  | - |  |  |  |  |  |  |  |  |  | ----- | ---- |
| 1966 | Matra    | MS5     |  |  |  |  |  | 8 |  |  |  |  |  |  |  |  |  | 0     |      |

| 1967 | Scuderia | Vettura |  |    |  |  |  |  |  |  |  |   |   |  |  |  |  | Punti | Pos. |
| ---- | -------- | ------- |  | -- |  |  |  |  |  |  |  | - | - |  |  |  |  | ----- | ---- |
| 1967 | Matra    | MS7     |  | NQ |  |  |  |  |  |  |  | 7 | 7 |  |  |  |  | 0     |      |

| 1968 | Scuderia | Vettura      |   |   |     |   |   |   |     |     |   |     |     |     |  |  |  | Punti | Pos. |
| ---- | -------- | ------------ | - | - | --- | - | - | - | --- | --- | - | --- | --- | --- |  |  |  | ----- | ---- |
| 1968 | Matra    | MS7-MS8-MS11 | 6 | 5 | Rit | 8 | 2 | 9 | Rit | Rit | 5 | Rit | Rit | Rit |  |  |  | 11    | 9º   |

| 1969 | Scuderia | Vettura        |   |   |     |   |   |   |   |   |   |     |   |  |  |  |  | Punti | Pos. |
| ---- | -------- | -------------- | - | - | --- | - | - | - | - | - | - | --- | - |  |  |  |  | ----- | ---- |
| 1969 | Matra    | MS10-MS80-MS84 | 6 | 3 | Rit | 8 | 2 | 9 | 6 | 3 | 4 | Rit | 5 |  |  |  |  | 21    | 5º   |

| 1970 | Scuderia | Vettura |   |     |     |   |   |    |     |     |   |   |   |     |   |  |  | Punti | Pos. |
| ---- | -------- | ------- | - | --- | --- | - | - | -- | --- | --- | - | - | - | --- | - |  |  | ----- | ---- |
| 1970 | Matra    | MS120   | 4 | Rit | Rit | 3 | 5 | 13 | Rit | Rit | 6 | 3 | 8 | Rit | 5 |  |  | 16    | 9º   |

| 1971 | Scuderia | Vettura |  |   |     |   |   |   |  |  |  |     |   |  |  |  |  | Punti | Pos. |
| ---- | -------- | ------- |  | - | --- | - | - | - |  |  |  | --- | - |  |  |  |  | ----- | ---- |
| 1971 | Matra    | MS180B  |  | 6 | Rit | 9 | 7 | 7 |  |  |  | Rit | 8 |  |  |  |  | 1     | 22º  |

| 1972 | Scuderia | Vettura   |  |     |     |   |     |    |    |   |   |   |     |     |  |  |  | Punti | Pos. |
| ---- | -------- | --------- |  | --- | --- | - | --- | -- | -- | - | - | - | --- | --- |  |  |  | ----- | ---- |
| 1972 | BRM      | P160-P180 |  | Rit | Rit | 1 | Rit | 15 | 11 | 9 | 8 | 8 | Rit | Rit |  |  |  | 9     | 11º  |

| 1973 | Scuderia | Vettura |     |     |     |   |     |     |     |    |     |   |     |   |    |   |   | Punti | Pos. |
| ---- | -------- | ------- | --- | --- | --- | - | --- | --- | --- | -- | --- | - | --- | - | -- | - | - | ----- | ---- |
| 1973 | BRM      | P160    | Rit | Rit | Rit | 5 | Rit | Rit | Rit | 11 | Rit | 5 | Rit | 5 | 13 | 4 | 9 | 9     | 10º  |

| 1974 | Scuderia | Vettura |   |    |   |     |   |     |     |     |    |    |     |     |     |    |    | Punti | Pos. |
| ---- | -------- | ------- | - | -- | - | --- | - | --- | --- | --- | -- | -- | --- | --- | --- | -- | -- | ----- | ---- |
| 1974 | BRM      | P201    | 5 | 10 | 2 | Rit | 5 | Rit | Rit | Rit | 10 | 12 | Rit | Rit | Rit | NC | NQ | 10    | 13º  |

| Legenda | 1º posto     | 2º posto | 3º posto    | A punti         | Senza punti/Non class.  | Grassetto – Pole position Corsivo – Giro più veloce |
| Legenda | Squalificato | Ritirato | Non partito | Non qualificato | Solo prove/Terzo pilota | Grassetto – Pole position Corsivo – Giro più veloce |